# Lijst van afleveringen van Law & Order: Special Victims Unit (seizoen 10)
Dit artikel vat het tiende seizoen van Law & Order: Special Victims Unit samen.

## Hoofdrollen
- Christopher Meloni - rechercheur Elliot Stabler
- Mariska Hargitay - rechercheur Olivia Benson
- Richard Belzer - rechercheur John Munch
- Ice-T - rechercheur Fin Tutuola
- Adam Beach - rechercheur Chester Lake
- Dann Florek - hoofd recherche Donald Cragen
- Michaela McManus - assistente officier van justitie Kim Greylek
- Stephanie March - assistente officier van justitie Alexandra Cabot
- Tamara Tunie - dr. Melinda Warner
- BD Wong - dr. George Huang

## Terugkerende rollen
- Joel de la Fuente - forensisch onderzoeker Ruben Morales
- Mike Doyle - forensisch onderzoeker Ryan O'Halloran
- Noel Fisher - forensisch onderzoeker Dale Stuckey
- Isabel Gillies - Kathy Stabler
- Allison Siko - Kathleen Stabler
- Peter McRobbie - rechter Walter Bradley
- Joanna Merlin - rechter Lena Petrovsky
- Judith Light - rechter Elizabeth Donnelly
- David Lipman - rechter Arthur Cohen
- Audrie Neenan - rechter Lois Preston

## Afleveringen
| Aflevering | Titel       | Schrijver                       | Regie                | Uitzenddatum VS   | Selectie gastrollen |
| --- | ----------- | ------------------------------- | -------------------- | ----------------- | --- |
| 1. | Trials      | Judy McCreary                   | David Platt          | 23 september 2008 | Julie Bowen - Gwen Sibert Jae Head - Christopher Ryan Sara Gilbert - Caitlyn Ryan Mary Beth Evans - dr. Eichenberry Luke Perry - Noah Sibert                                                               |
| Als een jonge jongen gesnapt wordt met het besturen van een auto gaan Benson en Stabler op onderzoek uit. Zij komen erachter dat de jongen gebruikt is door zijn pleegouders om medische testen tegen betaling te ondergaan. Benson onderzoekt deze zaak verder en de biologische moeder blijkt een slachtoffer van een onopgeloste verkrachtingszaak. Zij ontdekt een connectie tussen deze twee zaken, wat het zeer complex maakt. Uiteindelijk blijkt de pleegvader een serieverkrachter; ook zijn eigen vrouw is onwetend slachtoffer van hem. Het jongetje kan weer terug naar zijn moeder, als zij kan aantonen dat zij hem een opvoeding kan bieden. De rechercheurs maken kennis met de nieuwe assistent officier van justitie Kim Greylek, zij stoot al snel iedereen tegen het hoofd wat haar niet geliefd maakt. Benson heeft het nog steeds emotioneel moeilijk met de seksuele aanval die zij ondervonden heeft (zie Undercover) en beseft dat zij professionele hulp nodig heeft. |             |                                 |                      |                   | |
| 2. | Confession  | Judy McCreary                   | Arthur W. Forney     | 30 september 2008 | Teri Polo - Dana Kelley Josh Charles - Sean Kelley Aaron Mayer - Cory Kelley Marshall Allman - Eric Byers Stephen Schnetzer - dr. Engles                                                                   |
| Een jongen komt bij de rechercheurs en wil zichzelf aangeven, omdat hij gevoelens heeft voor zijn jongere stiefbroer en bang is dat hij hem zal misbruiken. Hij bekent ook dat hij een website bezoekt voor pedofielen om zo zijn gevoelens in toom te houden. Omdat hij nog niets strafbaars heeft gedaan kunnen de rechercheurs hem niets aanrekenen, wel willen zij de website onderzoeken voor pedofilie, dit leidt hen naar de oprichter ervan. De oprichter is pedofiel maar runt de website, waar niet-pornografische foto´s van kinderen op staan, nou juist om pedofielen een uitlaatklep te geven omdat hij tegen kindermisbruik is. Stabler ontdekt dan een foto van zijn dochter op de website en reageert zijn woede af op de oprichter en wordt hierom geschorst. Slechts het feit dat Benson, Tutuola en Munch voor hem in de bres springen voorkomt dat hij ontslagen wordt. Als de jongen ineens vermist wordt gaan de verdenkingen eerst uit naar zijn familie. De jongen wordt gesodomiseerd en dood aangetroffen. De sodomie was het werk van zijn stiefvader met een honkbalknuppel, omdat deze ervan was overtuigd dat het jongere stiefbroertje door hem misbruikt was. De moord is echter het werk van de beheerder van de website: de jongen had tegen hem toegegeven dat hij inderdaad een kind had misbruikt, zij het een ander kind dan het stiefbroertje. Dit ging tegen de principes van de beheerder in, daarom moest de jongen dood.                                              |             |                                 |                      |                   | |
| 3. | Swing       | Amanda Green                    | David Platt          | 14 oktober 2008   | Ellen Burstyn - Bernie Stabler Fiona Dourif - Nikki Breslin Steven Flynn - mr. Foster Sarah Jenkins - Ronda Foster Lizette Carrion - Kristen Torres CCH Pounder - Carolyn Maddox                           |
| Stabler wordt bij een inbraak geroepen en vraagt zich af waarom hij hiernaartoe moet. Dan wordt hem verteld dat de inbraak zeer waarschijnlijk is gepleegd door zijn dochter Kathleen, omdat haar portemonnee is gevonden in het huis. Stabler is ontzet als hij dit hoort en wil het eerst niet geloven, dit wordt nog erger als hij erachter komt dat Kathleen ook drugs gebruikt en zich raar gedraagt. In het ziekenhuis wordt de diagnose bipolaire stoornis gesteld, Kathleen weigert hieraan toe te geven. Stabler zoekt zijn moeder op die hier ook aan lijdt en vraagt haar om in de rechtbank te getuigen dat deze ziekte in de familie zit. De moeder is trots op de persoon die zij is door deze ziekte en weigert te getuigen om zo de misdaden van haar kleindochter goed te praten. Het lijkt erop dat Stabler en zijn moeder lijnrecht tegenover elkaar staan in deze zaak totdat Benson een oplossing aandraagt. |             |                                 |                      |                   | |
| 4. | Lunacy      | Daniel Truly                    | Peter Leto           | 21 oktober 2008   | James Brolin - Dick Finley Danny Mastrogiorgio - Orlando McTeer Dane DeHaan - Vincent Beckwith Kristina Klebe - Marga Janssen                                                                              |
| Als een beroemde Belgische astronaute vermoord wordt gevonden gaat Stabler op onderzoek uit. Hij wordt geholpen door zijn oude mentor Dick Finley, naar wie Stabler zijn zoon heeft vernoemd. Eerst denken zij dat de astronaute het slachtoffer was van een serieverkrachter, maar dan denken zij dat de dader een van haar collega's is. Een fan met een obsessie voor ruimtevaart wordt ondervraagd, maar nadat hij vrijgelaten wordt raakt hij betrokken in een vuurgevecht met Finley. Terwijl Stabler´s collega´s Finley openlijk bewonderen, krijgt hij zelf steeds meer wantrouwen ten opzichte van zijn oude mentor omdat deze steeds de aandacht van zichzelf wegdraait. Een vingerafdruk op een hanger van het slechtoffer blijkt consistent met een afdruk op een raketmodel dat Finley hem heeft gegeven. Hij ontdekt dat Finley nog aspiraties heeft om de ruimte in te gaan en wellicht zelfs een maanlanding te maken, en dat het slachtoffer in zijn weg stond om dit te verwezenlijken omdat zij als jonge ambitieuze astronaute een plaats hoger op de lijst stond. Bovendien was hij zelf gewend altijd in het centrum van de aandacht te staan en kon hij het niet hebben dat een veel jongere vrouw hem zo de loef afstak. Finley wordt gearresteerd en kijkt nog een laatste keer gefrustreerd naar de volle maan, waar hij nu definitief nooit voet op zal zetten. |             |                                 |                      |                   | |
| 5. | Retro       | Joshua Kotcheff Jonathan Greene | Peter Leto           | 28 oktober 2008   | Austin Lysy - Russell Hunter Viola Davis - Donna Emmett Martin Mull - dr. Gideon Hutton Paula Malcomson - Susan Ross Aidan Mitchell - Tommy Ross                                                           |
| Als een baby wordt gevonden met vergevorderde aids worden Benson en Stabler erbij geroepen om te onderzoeken waarom deze baby niet verzorgd werd door medici. Het onderzoek leidt hen naar een dokter, een aidsontkenner die gelooft dat hiv geen aids veroorzaakt en alternatieve verzorging aanbiedt voor aids. De rechercheurs gaan op zoek naar patiënten die onder invloed zijn geraakt van deze dokter en komen uit bij een gezin waar de moeder al jaren seropositief is en jongste dochter bij de geboorte besmet en al overleden is aan de gevolgen van aids. De arts wordt voor de rechter gedaagd en de moeder getuigt voor hem: ze reageerde erg slecht op de virusremmers en was dolblij een alternatief te hebben. Nog tijdens het proces overlijdt ze zelf aan aids maar realiseert haar fout en waarschuwt de politie dat er nog meer kinderen aan aids zijn overleden door de kwakzalverij van deze arts. De arts accepteert een deal maar nu wil het OM dat de zoon zich op aids laat testen. Aanvankelijk lukt dit niet omdat hij zich niet wil laten testen en dit niet tegen zijn zin kan geschieden, maar dan ondergaat hij de test vrijwillig en de uitkomst is positief. Stabler troost hem: met antivirale medicijnen heeft hij zijn hele leven nog voor zich. |             |                                 |                      |                   | |
| 6. | Babes       | Daniel Truly                    | David Platt          | 11 november 2008  | David Thornton - Lionel Granger Jesse McCartney - Max Matarazzo Geoffrey Wigdor - Donald 'Dizzer' Zuccho Ray Abruzzo - Gordon Vidal Kathrine Narducci - Adrianna Vidal                                     |
| Als een dakloze tiener dood wordt gevonden door verbranding gaan Munch en Stabler op onderzoek uit. Het onderzoek leidt hen naar een katholieke school, waar een leerling bekent het slachtoffer te hebben vermoord omdat hij geloofde dat de tiener zijn zus had verkracht. In werkelijkheid had de zus een afspraak met haar vriendinnen om vrijwillige seks te hebben om zwanger te worden. Een van de vriendinnen wordt later thuis dood gevonden, ogenschijnlijk door zelfmoord, nadat zij online lastiggevallen werd door een boze moeder die zich voordeed als de vader van haar baby. Als de moeder aangeklaagd wordt blijkt het toch een moeilijke zaak te zijn omdat het delict onder het eerste amendement van de grondwet van de Verenigde Staten valt. Dan wordt echter ontdekt dat het slachtoffer vermoord is. Zij werd vermoord door haar vriend, die woedend was omdat zij seks heeft gehad met een andere man. De moeder wordt hierdoor ontslagen van rechtsvervolging maar alsnog celstraf opgelegd wegens mishandeling omdat ze de OvJ aanvalt. Uiteindelijk biedt de van de moeder gescheiden vader van de overblijvende dochter voor haar en haar kindje te zorgen. Deze aflevering is losjes gebaseerd de geschiedenis van Megan Meier, een meisje dat zelfmoord pleegde nadat de moeder van een klasgenote haar onder een alias cyberpestte en soortgelijke hatemail stuurde. |             |                                 |                      |                   | |
| 7. | Wildlife    | Mick Betancourt                 | Peter Leto           | 18 november 2008  | Deep Katdare - dr. Parnell Andrew Divoff - Andre Bushido Reg E. Cathey - Victor Tybor Carlos Leon - Oscar Assadorian Big Boi - Gots Money                                                                  |
| Als een vrouw vermoord wordt gevonden gaan Benson en Stabler op onderzoek uit. In haar handtas wordt een exotische vogel gevonden en haar verwondingen zijn waarschijnlijk door een tijger veroorzaakt. Een hiphopartiest helpt Stabler om te infiltreren in een dierensmokkelbende die geleid wordt door een koelbloedige moordenaar. De intensiteit van het undercoverwerk van Stabler neemt zijn invloed op zijn huwelijk en het heeft ook invloed op zijn leven als Benson de risico's onderschat waarin hij verkeert. De rechercheurs zijn in staat om een gibbon uit de handen van de bende te redden. In een gevecht kan Benson haar partner wreken door een belangrijk bendelid te arresteren. Deze arrestatie helpt Stabler om meer vertrouwen te winnen bij de leider. |             |                                 |                      |                   | |
| 8. | Persona     | Amanda Green                    | Helen Shaver         | 25 november 2008  | Brenda Blethyn - Linnie Malcolm Mike Farrell - Jonah Malcolm Clea DuVall - Mia Latimer Didi Conn - verpleegster Kelly Bishop - Julia Zimmer                                                                |
| Een vrouw beweert verkracht en mishandeld te zijn door haar man en Benson probeert haar over te halen om aangifte te doen, maar dit weigert zij. Dan wordt de vrouw vermoord en de dader is waarschijnlijk haar man. Benson probeert deze zaak op te lossen en ontmoet de oudere buurvrouw van het slachtoffer, Linnie, en stuit op een andere zaak van misbruik en moord. Het blijkt dat Linnie dertig jaar geleden betrokken was in een gewelddadige relatie, totdat zij haar man vermoorde en ontsnapte voordat zij berecht kon worden in de rechtbank. De rechter van toen was rechter Donnelly, en zij is nog steeds actief als rechter. Donnelly neemt deze zaak persoonlijk op en wil Linnie alsnog berechten voor haar misdaden toen en wil haar de maximale straf opleggen. Dit verandert als zij geraakt wordt door het verhaal dat Linnie in de rechtszaal vertelt en waarin zij uitlegt waarom zij toen ontsnapte. Linnie was destijds bang voor rechter Donnelly omdat zij de sterke vrouw was wat zij niet kon zijn. Ondanks de sympathie voor het harde verleden verlaat de man van Linnie teleurgesteld de rechtszaal. |             |                                 |                      |                   | |
| 9. | PTSD        | Judy McCreary                   | Eriq La Salle        | 2 december 2008   | Ryan Kwanten - Dominic Pruitt Dominic Fumusa - Gary Rosten Amy Spanger - Marlene Rosten Rosa Arredondo - Rochelle Rodriguez Brooke Adams - Margo                                                           |
| Een zwangere soldaat wordt vermoord in New York en Benson en Fin gaan op onderzoek uit. Zij ontdekken dat het slachtoffer aangifte had gedaan van verkrachting toen zij op militaire missie was in Irak. De rechercheurs raken in een juridische strijd met de militaire strijdkrachten om de dader te kunnen vinden. Tijdens dit onderzoek krijgt Benson flashbacks van haar seksuele aanval (zie Undercover). |             |                                 |                      |                   | |
| 10. | Smut        | Chris Eyre                      | Kam Miller           | 9 december 2008   | Michael Trucco - Eric Lutz Christy Pusz - Laurel Andrews Ryan Dunn - Riley Slade Kelly Hu - Kelly Sun |
| Als een verwarde vrouw gevonden wordt in een park gaan Benson en Stabler op onderzoek uit. De vrouw blijkt geslagen en verkracht te zijn, maar kan zich hierover niets meer herinneren. Benson ontdekt met behulp van beveiligingcamera's dat de vrouw op het vliegveld was voor een vliegreis, zij verliet het vliegveld echter met een mysterieuze man. De rechercheurs komen achter de identiteit van de man en vinden bij hem thuis pornografische amateurvideo's op zijn computer. Wanneer zij bewijzen tegen hem zoeken, merken zij dat de vrouwen op de video's zich niets meer kunnen herinneren van seks met de man, door het gebruik van een date rape drug. Omdat de rechercheurs bewijzen willen verzamelen tegen de man moeten zij elke vrouw opnieuw ondervragen of zij echt niets kunnen herinneren. Benson kan bij een slachtoffer een herinnering naar boven krijgen om zo de verkrachter op te kunnen pakken. In de rechtszaak komt er een complicatie als blijkt dat bij de rechter seksuele foto's gevonden worden op zijn computer, hij ziet zich genoodzaakt zich terug te trekken en de vrouw weigert nog een keer te getuigen. Uiteindelijk wordt de verdachte schaakmat gezet: zijn eerste slachtoffer blijkt zijn ex, als Benson hem provoceert en hij zijn ex vervolgens belt en bedreigt heeft hij zichzelf voldoende prijsgegeven. Geconfronteerd hiermee accepteert hij een deal met het OM, zodoende wordt de vrouwen het trauma van een tweede rechtszaak en getuigenis bespaard. |             |                                 |                      |                   | |
| 11. | Stranger    | Dawn DeNoon                     | David Platt          | 6 januari 2009    | Amir Arison - dr. Manning Kate Baldwin - Erica Hallander Ellen Woglom - Heather Hallander / Kristen Vucelik Patrick Collins - mr. Hallander Tess Harper - mrs. Hallander Natalia Payne - Nikki Hallander   |
| Als een meisje op miraculeuze wijze terugkeert bij haar ouders nadat zij voor vier jaar vermist werd gaan Benson en Stabler op onderzoek uit. Zij vertelt aan de rechercheurs dat zij vastgehouden werd in een betonnen kamer, waar zij haar tijd moest doorbrengen als een seksslavin, en vertelt over haar ontsnapping. Zij heeft twee zussen, een van hen is blij haar weer te zien. Vooral nadat zij een website had gemaakt voor het terugvinden van haar, terwijl de ander geïrriteerd is dat zij weer terug is. De rechercheurs rijden met het slachtoffer rond om haar te helpen herinneren waar zij vastgehouden werd. Door het tegenspreken van haar verklaringen en bewijzen beginnen zij te twijfelen over haar verhaal van de ontvoering. Wanneer zij de misbruiker vinden van het slachtoffer leren zij dat de waarheid anders is dan eerst gedacht. Het blijkt dat het slachtoffer de identiteit heeft overgenomen van de dochter die vermist wordt, maar zij blijkt wel slachtoffer te zijn van seksueel misbruik. |             |                                 |                      |                   | |
| 12. | Hothouse    | Charley Davis                   | Peter Leto           | 13 januari 2009   | Gretchen Egolf - Kendra Gill George Tasudis - Joseph Lychkoff Funda Duval - mrs. Lychkoff Aya Cash - Katrina Lychkoff Sarah Hyland - Jennifer Banks                                                        |
| Wanneer het lichaam van een veertienjarig meisje wordt gevonden in de Hudson gaan Benson en Stabler op onderzoek uit. Eerst denken zij dat zij het land in gesmokkeld was door vrouwenhandelaren. Fin ontdekt dat zij op een school voor hoogbegaafden zat en een uitstekende studente was, hij gelooft dat dit iets met de moord te maken heeft. De rechercheurs ontdekken dat de vader van het slachtoffer geweld gebruikte tegen het slachtoffer en haar zus om ze constant te laten studeren. Echter, ook hij is niet de moordenaar. De dader van de moord blijkt een medestudente te zijn die geobsedeerd is om indruk te maken op haar moeder om haar studeerresultaten, rivaliteit blijkt het motief. Verzachtende omstandigheden komen om de hoek kijken nadat de rechercheurs ontdekken dat zij lijdt aan slaapdeprivatie veroorzaakt door drugs die op deze school schering en inslag zijn. De assistent OvJ zwicht voor Bensons argumenten en verlaagt de eis, en het meisje wordt tot 7 jaar jeuddetentie veroordeeld. Als ze vrijkomt zal ze 21 zijn en derhalve nog een tweede kans hebben in het leven. |             |                                 |                      |                   | |
| 13. | Snatched    | Mick Betancourt                 | David Platt          | 3 februari 2009   | Dabney Coleman - Frank Hager Ron Eldard - Geno Parnell Michelle Ray Smith - Liz Rinaldi Michael C. Williams - Pete Rinaldi Daisy Tahan - Rosie Rinaldi                                                     |
| Als een klein meisje wordt ontvoerd gaan Benson en Stabler op onderzoek uit. De moeder wijst meteen haar beschuldigende vinger naar haar ex-man, een pas vrijgelaten gevangene. Nadat de rechercheurs zijn alibi hebben gecontroleerd, blijkt dat hij niet de dader is. Ze ontdekken dat zijn schoonvader een meesterdief is met veel vijanden. Als de rechercheurs hem willen ondervragen komen zij erachter dat hij lijdt aan de ziekte van Alzheimer. Met behulp van Dr. Huang kunnen zij toch een paar puzzelstukjes op hun plaats leggen. Met behulp van een twijfelachtige bondgenoot van de meesterdief zijn zij in staat om het slachtoffer te vinden. |             |                                 |                      |                   | |
| 14. | Transitions | Ken Storer                      | Peter Leto           | 17 februari 2009  | Wendy Makkena - Ellen Van Kuren Frank Grillo - Mark Van Kuren Bridger Zadina - Henry / Hailey Van Kuren Aisha Hinds - Jackie Blaine                                                                        |
| Een man wordt flink mishandeld op een parkeerplaats bij een stripclub gevonden, Benson en Stabler gaan op onderzoek uit. Als er een valse nagel gevonden wordt denken de rechercheurs dat zij de dader moeten zoeken onder de vrouwen. Het slachtoffer komt in het ziekenhuis weer bij bewustzijn maar heeft geen herinnering meer over de mishandeling. Wel zorgt hij ervoor dat de verdenkingen gaan naar zijn ex-vrouw en dertienjarige dochter die een transgender is. De dochter maakt er geen geheim van dat zij haar vader haat, omdat hij haar niet kan accepteren als meisje en geen toestemming geeft voor hormoonbehandelingen. Dit maakt de dochter verdacht als wel haar transgender vriend. Dan ontdekken zij dat de dader de hulpverleenster van de dochter is die ook als transgender door het leven gaat, en de mishandeling gedaan heeft omdat zij handelde uit haar eigen pijnlijke jeugdherinneringen. Hierop geeft de vader toestemming voor de hormoonbehandelingen bij Hailey en vraagt hij om een milde behandeling van de verdachte. Ze krijgt uiteindelijk 8 jaar celstraf opgelegd. |             |                                 |                      |                   | |
| 15. | Lead        | Jonathan Greene                 | David Platt          | 10 maart 2009     | Robert John Burke - hoofd interne zaken Ed Tucker David Thornton - Lionel Granger Mariette Hartley - Lorna Scarry Fredric Lehne - Clive Lynwood Ann Dowd - Lillian Siefeld                                 |
| Een kinderarts wordt schuldig bevonden aan seksueel gedrag met zijn mannelijke patiënten en vermoord in zijn woning. Wachtend op assistent-officier van justitie Kim Greylek worden Benson en Stabler verrast door een nieuwe assistent-officier van justitie. Het blijkt een oude bekende te zijn, namelijk Alexandra Cabot die terugkeert vanuit het getuigenbeschermingprogramma. Het onderzoek leidt de rechercheurs naar een zwakbegaafde zoon van een rijk echtpaar. Hij was eveneens door de dokter misbruikt en confronteerde hem: toen de dokter hem ´stom´ en een ´idioot´ noemde ontstak hij in razernij en doodde de arts. Tijdens de rechtszaak wordt duidelijk dat de zwakbegaafdheid ontstaan is door loodvergiftiging. Hierdoor had hij ook geen controle over zijn gedrag. Als jongetje vertoonde hij picagedrag en likte hij de (loodhoudende) verf van speelgoedautootjes. Deze autootjes blijken, in strijd met het verbod op lood, uit China te zijn ingevoerd. Het OM maakt een deal met de fabrikant: in ruil voor een lichte straf betaalt deze de benadeelden een schadevergoeding en wordt al het loodhoudend speelgoed uit de handel gehaald. De jongen wordt ontoerekeningsvatbaar verklaard en opgenomen in een inrichting. |             |                                 |                      |                   | |
| 16. | Ballerina   | Daniel Truly                    | Peter Leto           | 17 maart 2009     | Robert Klein - Dwight Stannich Carol Burnett - Birdie Sulloway Vincent Curatola - Marv Sulloway Matthew Lillard - Chet                                                                                     |
| Als er een moord wordt gepleegd gaan Benson en Stabler op onderzoek uit. Zij ontdekken nog twee moorden en kunnen deze in verband brengen met een stripclub die eigendom is van een voormalig amusementsmeisje. Zij en haar neefje proberen te helpen met het onderzoek. Maar als de gewelddadige man van de vrouw, de hoofdverdachte van de moorden, plotseling sterft beginnen de rechercheurs te geloven dat de vrouw misschien een zwarte weduwe is. Uiteindelijk blijkt ze haar adoptiefkind te hebben aangezet tot de moorden; niet om het geld maar omdat de mannen stuk voor stuk aartsmisdadigers waren en ze het als haar taak zag de wereld van hen te verlossen. |             |                                 |                      |                   | |
| 17. | Hell        | Amanda Green                    | David Platt          | 31 maart 2009     | Sean Cullen - Brett Trask Robert Wisdom - Theo Burdett Cicely Tyson - Ondine Burdett Julyza Commodore - Miriam Burdett Gbenga Akinnagbe - Elijah Okello                                                    |
| Een jong meisje wordt flink mishandeld, herhaaldelijk verkracht en psychisch misbruikt gevonden in een steeg en Benson en Stabler gaan op onderzoek uit. Als zij haar willen ondervragen in het ziekenhuis kan zij nog niet praten, wel kan zij een tekening maken van de duivel. Tijdens het onderzoek ontmoet Munch een pastoor, hij blijkt de adoptievader te zijn van het slachtoffer. De pastoor heeft in het verleden haar en haar vriend gered uit de handen van het Verzetsleger van de Heer. Een van de leiders van deze beweging bekend van het werven van kindsoldaten in Oeganda, inderdaad bijgenaamd de Duivel, leeft nu incognito in New York en wordt verdacht van deze aanval. Hij wordt opgepakt; hij heeft inderdaad de moordpoging op zijn geweten omdat het meisje in het LRA zijn seksslavin was. Hij wordt echter niet in de VS vervolgd maar aan het Internationaal Strafhof in Den Haag uitgeleverd voor zijn misdaden in Oeganda. Toch heeft het verhaal geen happy end: een oudere vriend van het meisje dreigt te worden uitgewezen naar Oeganda en gijzelt in wanhoop een kerk vol kinderen. Hij laat zijn gijzelaars vrij maar zegt niets meer te hebben om voor te leven en dwingt de politie hem dood te schieten. |             |                                 |                      |                   | |
| 18. | Baggage     | Judy McCreary                   | Christopher Zalla    | 7 april 2009      | Delroy Lindo - rechercheur Victor Moran John Ashton - hoofd recherche Jeri Ryan - Patrice Larue Nelson Vasquez - Mark Ocurro Judith Delgado - Elena Ocurro                                                 |
| Als een artieste vermoord wordt gevonden in haar appartement gaan Stabler en Fin op onderzoek uit. Zij kunnen deze moord in verband brengen met een andere onopgeloste moordzaak. Tijdens hun verdere onderzoek beseffen zij dat deze twee moorden overeenkomsten hebben met de werkwijze van een mysterieuze seriemoordenaar waar rechercheur Victor Moran al maanden achteraan zit. Moran staat bekend om het feit dat hij het liefst alleen werkt. Terwijl Moran in gevecht is om controle te houden over de zaak zetten Stabler en Fin alles op alles om de dader te vinden. |             |                                 |                      |                   | |
| 19. | Selfish     | Mick Betancourt                 | David Platt          | 28 april 2009     | Hilary Duff - Ashlee Walker Mike Pniewski - Ralph Walker Gail O'Grady - Ruth Walker Miriam Colon - Yolanda Anastasia Barzee - Monica Stewart                                                               |
| Een grootmoeder met een zeer opvliegend kijverig karakter geeft haar tweejarige kleindochter als vermist op bij de politie en Benson en Stabler gaan op onderzoek uit. Als de kleindochter dood teruggevonden wordt dan verdenken zij eerst de moeder van het meisje van moord. Dan ontdekken zij dat de dochter overleden is aan de gevolgen van mazelen, en dat hoewel de moeder ernstig nalatig is geweest, ze haar dus niet heeft vermoord. De moeder krijgt een lichte straf opgelegd. Dan blijkt dat een andere moeder uit de buurt de vaccinatie weigerde voor haar eigen kinderen vanwege ideologische redenen, en dit kind hierdoor op de speelplaats andere kinderen heeft aangestoken. Cabott vervolgt haar wegens doodslag maar ze wordt door de rechtbank vrijgesproken. Dit leidt tot een woedende reactie bij de opvliegende grootmoeder die de pers informeert en met haar man en dochter de andere moeder en diens gezin lastigvalt. Als de politie de gemoederen tot bedaren tracht te brengen dringt de grootvader met een pistool het huis van de andere familie binnen, deelt de andere moeder mee dat ze nu twee doden op haar geweten heeft, en pleegt voor haar ogen zelfmoord. |             |                                 |                      |                   | |
| 20. | Crush       | Jonathan Greene                 | Peter Leto           | 5 mei 2009        | Amir Arison - dr. Manning Carly Schroeder - Kim Garnet Scott Bryce - Bill Garnet Kellie Overbey - mrs. Garnet Ezra Miller - Ethan Morse                                                                    |
| Als een studente in een coma raakt nadat zij van een trap is geduwd gaan Benson en Stabler op onderzoek uit. Medisch onderzoek wijst uit dat zij een lange tijd mishandeld is. Als het slachtoffer ontwaakt uit haar coma weigert zij een naam te noemen van de dader, ook als de rechercheurs twee verdachten op het oog hebben: haar vriend en een jongen die verliefd op haar is. Een therapeute raadt de gefrustreerde rechercheurs aan om sexting te gebruiken om haar aan te klagen voor het verspreiden van kinderpornografie om zo haar over te halen de dader prijs te geven. Met behulp van dit ultimatum en de dochter van Stabler, Kathleen, geeft het slachtoffer uiteindelijk toe misbruikt te zijn door haar vriend. Het OM arresteert de vriend en wil de klacht intrekken, maar de rechter veroordeelt het meisje toch tot 1 jaar jeugddetentie. Wanneer Benson en de advocate dit nader willen onderzoeken stuiten ze op tegenwerking van de rechter. Het blijkt dat het naar het tuchthuis sturen van kinderen voor relatief kleine vergrijpen een goudmijn voor haar is: betreffende inrichting is in privaat beheer en wordt geleid door een familielid van haar dat commissies betaalt, terwijl ze ook soms geld van bezorgde ouders aanneemt die een ongewenst vriendje o.i.d. graag willen zien verdwijnen. De politie zet een val en arresteert de rechter, het meisje hoeft de straf niet uit te zitten.                                                                                |             |                                 |                      |                   | |
| 21. | Liberties   | Dawn DeNoon                     | Juan José Campanella | 19 mei 2009       | Linda Park - forensisch onderzoekster Joe Grifasi - Hashi Horowitz Jon Patrick Walker - Tyler Brunson Sprague Grayden - Pam Galliano Silas Weir Mitchell - Owen Walters Alan Dale - rechter Joshua Koehler |
| Tyler Brunson neemt wraak op zijn ex door een profiel in haar naam op een verkrachtingsfantasiesite te zetten en een afspraak met een man te maken zodat hij haar komt ´verkrachten´. De rechter in deze zaak heeft zijn hoofd er niet bij. De rechter vraagt aan Stabler om een veroordeelde seriemoordenaar te ondervragen over de verblijfplaats van het lichaam van zijn zoon, die dertig jaar geleden ontvoerd werd. De uitkomst van deze zoektocht geeft een heel verrassende uitkomst, deze twee zaken blijken met elkaar verbonden te zijn. Tyler blijkt de zoon van de rechter te zijn die niet zoals gedacht het slachtoffer was van de seriemoordenaar. Hij was als jongetje ontvoerd door een andere man die hem als pleegzoon opvoedde maar mishandelde en misbruikte. De rechter spoort de pleegvader op, slaat hem dood en accepteert zijn straf: hij heeft het systeem verraden waar hij zijn leven aan heeft gewijd. Hij en Tyler hebben een emotioneel weerzien. |             |                                 |                      |                   | |
| 22. | Zebras      | Amanda Green Daniel Truly       | Peter Leto           | 2 juni 2009       | Carol Kane - Gwen Munch Nick Stahl - Peter Harrison Ronald Guttman - Edgar Radzinsky Lizette Carrion - Kristen Torres Kelly Bishop - Julia Zimmer                                                          |
| Een toerist wordt vermoord gevonden in Central Park met het woord guilty (schuldig) in zijn voorhoofd gekerfd. Met behulp van forensisch onderzoeker Dale Stuckley ontdekken de rechercheurs dat de uitgerangeerde voormalige artiest Peter Harrison op de plek van de misdaad was tijdens de moord. Harrison, die lijdt aan paranoide wanen, wordt gearresteerd, maar ze kunnen hem niet aanklagen omdat Stuckley een enorme fout maakt. Munch en Fin schaduwen Harrison na zijn vrijlating naar Coney Island en ontdekken dan weer een slachtoffer. Eerst denken zij dat Harrison aan hun aandacht ontsnapt is en snel de moord heeft gepleegd. Maar opeenvolgende moorden en aanvallen onthullen dat er iets anders aan de hand is dan eerst werd gedacht. De advocaat van Harrison en de rechter die hem vrijspreekt worden geveld door boobytraps en overleven het maar net. Een forensisch onderzoeker die DNA van de aanslag op de advocaat analyseerde heeft minder geluk en wordt doodgestoken door de man men wiens DNA er een match was: Dale Stuckley. Stuckley overmeestert ook Stabler met het plan hem te vermoorden. Hij wilde zijn naam zuiveren door Harrison aan de moord op de tweede vrouw te linken, en diens advocaat, de rechter en Stabler moesten dood omdat ze hem hadden vernederd. Benson weet ternauwernood te voorkomen dat Stabler Stuckley´s laatste slachtoffer wordt. |             |                                 |                      |                   | |